# Корнилов, Иван Петрович
Ива́н Петро́вич Корни́лов (1811—1901) — российский государственный деятель, действительный тайный советник; коллекционер.

## Биография
Происходил из дворянского рода Корниловых. Родился 28 августа (9 сентября) 1811 года в местечке Сокольцах в семье георгиевского кавалера Петра Яковлевича Корнилова (1770—1828) и дочери костромских помещиков Аристовых, Марии Фёдоровны Аристовой (?—1825). Его старшие братья: генерал-лейтенант Пётр (1804—1869) и действительный статский советник Фёдор (1809—1895).

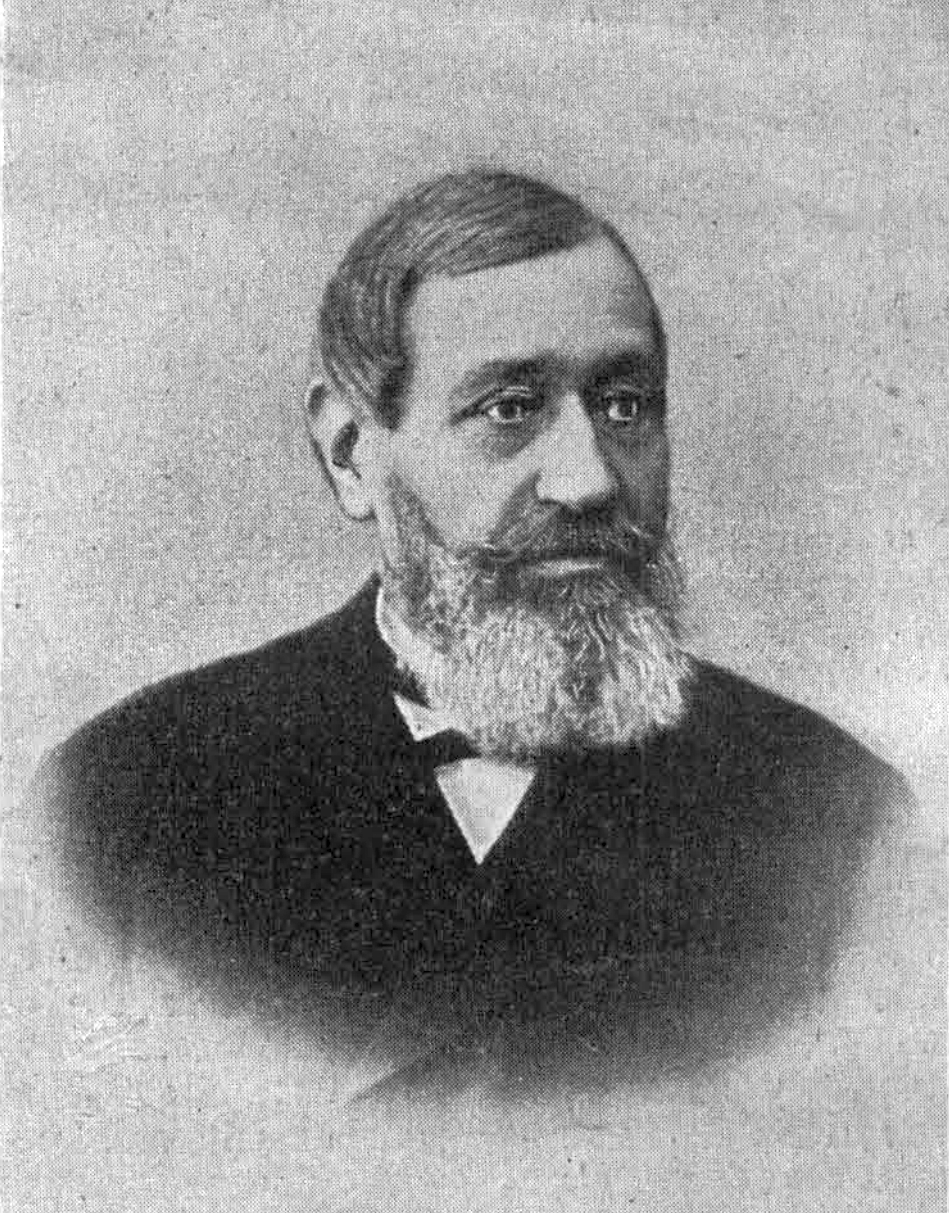
Портрет из журнала «Нива», № 28, 1901 год.

В 1830 году был выпущен из Пажеского корпуса офицером в лейб-гвардии Измайловский полк. Участвовал в подавлении Польского восстания, был награждён серебряной медалью «За взятие приступом Варшавы».
В 1843—1847 годах служил в штабе военно-учебных заведений у Я. И. Ростовцева. В 1848—1850 годах служил дежурным штаб-офицером Дежурных войск в Восточной Сибири.
Был инспектором казённых училищ Московского учебного округа, помощником попечителя Петербургского учебного округа, попечителем Виленского учебного округа (1864—1868); затем — членом Совета министра народного просвещения (с 13 марта 1868), почётным опекуном Опекунского совета ведомства учреждений императрицы Марии.
Был произведён в действительные тайные советники 24 марта 1885 года. Имел награды: российские — ордена Св. Александра Невского с алмазными знаками (05.03.1892), Белого орла, Св. Владимира 2-й степени, Св. Анны 1-й степени, Св. Станислава 1-й степени, Св. Владимира 4-й степени с бантом; иностранные — черногорский орден Князя Даниила I 1-й степени и сербский орден Таковского креста 1-й степени.
Основал отделение географического общества в Вильне, был собирателем древнерусских и славянских рукописей и книг. Устроил публичную библиотеку, архив, занимался применением русской азбуки к литовскому языку. В 1886—1887 годах при его участии было предпринято введение литовского языка в православное богослужение. И. П. Корнилов был членом Русского антропологического общества, председателем Петербургского отдела Славянского благотворительного общества (1873—1876).
Умер в Новом Петергофе 2 (15) июля 1901 года. Похоронен в Фёдоровской церкви Александро-Невской лавры.

## Семья
Был женат на Александре Ильничне Ростовцевой (1827—1861). Две дочери: Александра и Мария (1859—1870).

## Сочинения
- Заметки об Астраханской губернии. — [Санкт-Петербург , 1859]. — 48 с.; 25 см . — (Исследования и материалы; 2)
- Воспоминания о польском мятеже 1863 года в Северо-Западном крае; Воспоминания о польском мятеже
- «Путевые заметки» (Витебск. Губернская типография, 1895).

Выпустил сборники:
- «Сборник материалов для истории просвещения» (вышло 3 тома и 1-й выпуск 4-го, Вильна, с 1893)
- «Памяти графа М. Н. Муравьева» (Санкт-Петербург, 1898).
- «Русское дело в Северо-западном крае. Материалы для истории Виленского учебного округа, преимущественно в Муравьевскую эпоху» (Санкт-Петербург, 1901).

## Рекомендуемая литература
- Памяти Ивана Петровича Корнилова. 1811—1911 / Сб. статей; авторы: Н. Д. Чечулин, А. А. Сидоров, П. Жукович, В. К. Саблер, А. И. Савельев. — СПб., 1911 (тип. Главного управления уделов). — 47 с., 1 л. портр.
- РГИА. Ф. 970.